# Lagodechi
Lagodechi (gruzínsky ლაგოდეხი), je administrativním střediskem okresu Lagodechi v kraji Kachetie na severovýchodě Gruzie při hranici s Dagestánem (Rusko) a Ázerbájdžánem.

## Poloha
Lagodechi leží asi 125 km vzdušnou čarou východně od hlavního města Tbilisi a 70 km východně od krajského města Telavi.
Hlavní kavkazský hřeben ve Velkém Kavkazu se zvedá na severovýchodní straně těsně nad Lagodechi z údolí řeky Alazani. Alazani je levým přítokem Kury. Trojmezí Gruzie s Ruskem a Ázerbájdžánem je vzdáleno jen 15 km severovýchodně od Lagodechi. Blízká hora Čodoridag, která je již na území Dagestánu, dosahuje nadmořské výšky 3 569 m.

## Historie
Sídlo byl zmíněno poprvé v 8. století, když patřilo k provincii Heretie. Od 11. století, když oblast Lagodechi patřila království Kachetie, zde stojí gruzínský pravoslavný klášter, dodnes sídlo eparchy.
Za sovětské éry bylo město správním střediskem stejnojmenného rajónu, nejprve získalo statut sídla městského typu a v roce 1962 statut města.

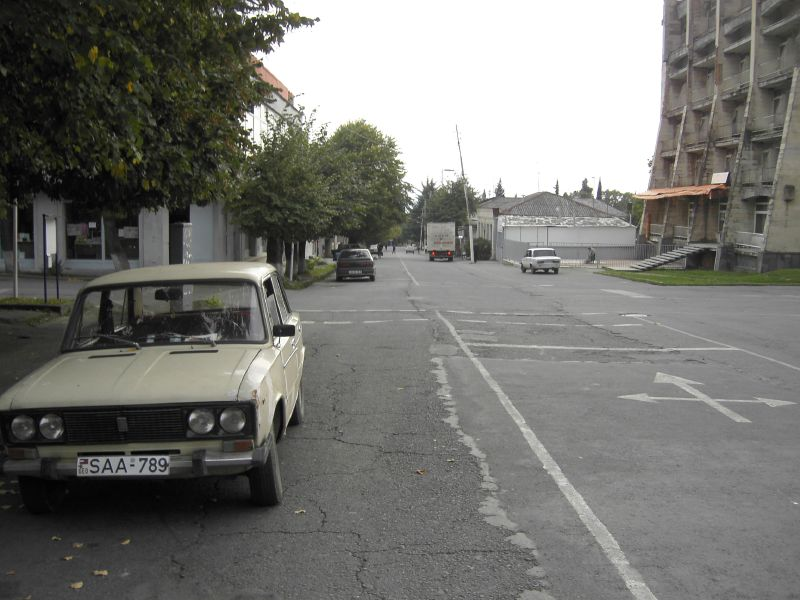
Silnice v Lagodechi

## Obyvatelstvo
Většinu obyvatelstva tvoří etničtí Gruzíni. Jelikož okres Lagodechi sousedí na severovýchodně s Ázerbájdžánem, žije v okrese poměrně vysoký počet (22,3 %) Azerů.
Vývoj obyvatelstva
| Rok  | Počet obyvatel |
| ---- | -------------- |
| 1959 | 6924           |
| 1970 | 8329           |
| 1979 | 8514           |
| 1989 | 9517           |
| 2002 | 6567           |
| 2009 | 7500           |
| 2014 | 5918           |

## Kultura a pozoruhodnosti
Na severovýchodní straně města, kde se začínají zvedat hory Velkého Kavkazu při hranici s Ruskem se rozprostírá přísná přírodní rezervace Lagodechi.

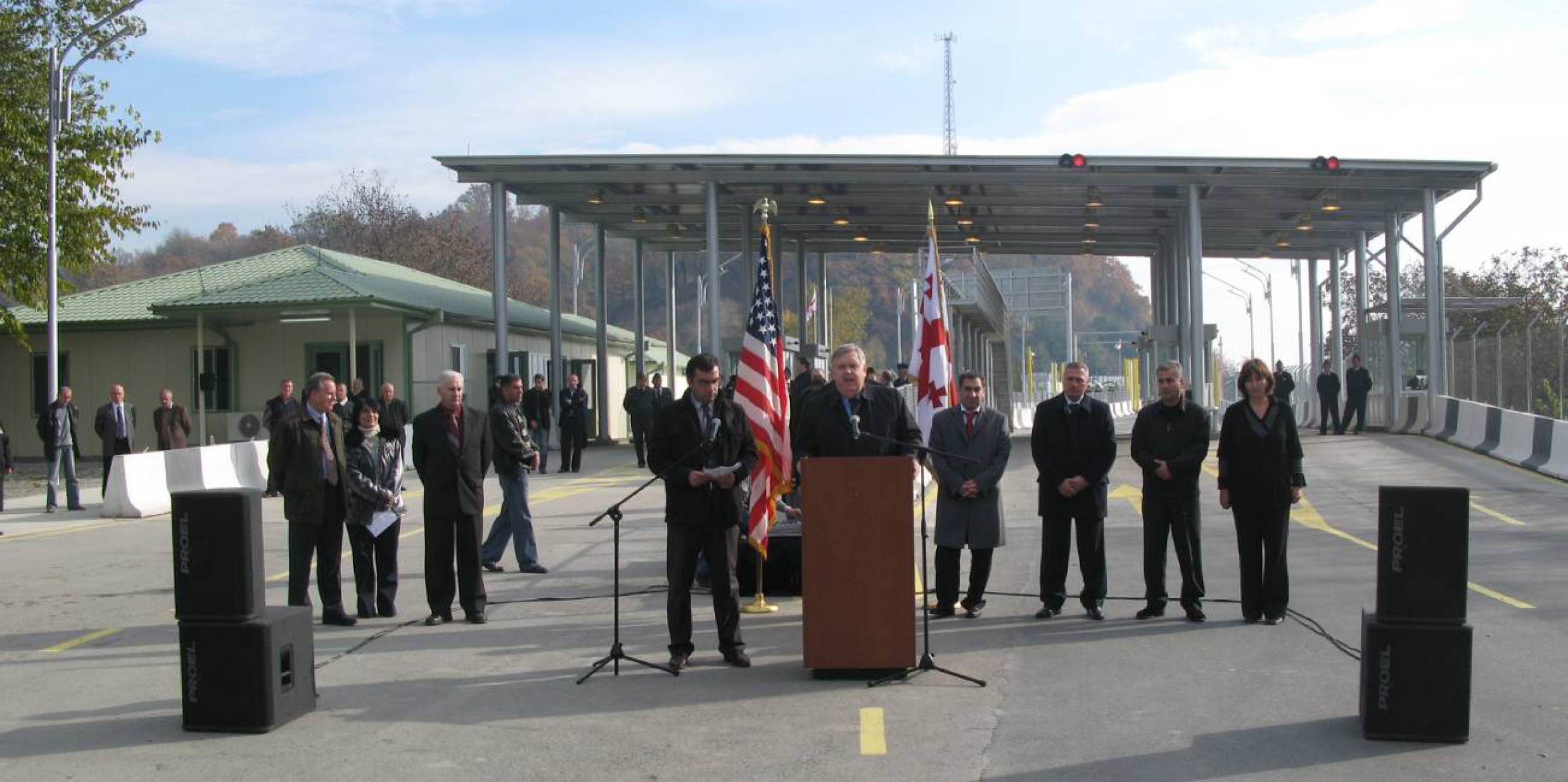
Otevření s pomocí Spojených států vybudovaného hraničního přechodu do Ázerbájdžánu. (Listopad 2008)

## Hospodářství
Ve městě jsou výrobny potravin a poživatin (tabák, víno, ovocné konzervy, éterické oleje). Město je obklopeno zemědělsky obhospodařovaným okolím.
Městem prochází silnice S 5 z Tbilisi k ázerbájdžánské hranici. Hraniční přechod je 5 km východně od města. Na ázerbájdžánské straně se na ni napojuje silnice M 5; na které leží téměř 10 km vzdálené město Balaken. Nejbližší železniční stanice v Gruzii je vzdálená 40 km, a to ve městě Znori, kde končí odbočka z hlavní tratě Tbilisi – Telavi.